# Francesco Renga
Francesco Renga (Údine, Friul-Venecia Julia, 12 de julio de 1968) es un cantautor italiano.

## Biografía
Francesco nació en Údine y se crio en Brescia. 
Su primera participación en un concurso musical fue en Deskomusic en 1983, en Brescia, en un grupo que creó junto a sus amigos, al que denominaron "Modus Vivendi", él tenía 16 años.
En 1986 cambió el nombre de su grupo "Precious time" por el de Timoria, sacan a la venta 14 álbumes. En 2001 comienza su carrera como solista. En 2007 fue su última participación en el grupo.
En 2005 ganó un premio, en la categoría masculino, en el Festival de la Canción de San Remo por su canción "Angelo".
Estuvo en pareja con Ambra Angiolini con quien tuvo dos hijos Jolanda (2004) y Leonardo (2006), ambos nacieron en Brescia, donde convivía la pareja hasta su separación en 2015.
En 2011 grabó con Jarabe de Palo una versión en italiano de "La quiero a morir".

## Álbumes
| #  | Total | Año  | Grupo   | Nombre                             | Canciones |
| -- | ----- | ---- | ------- | ---------------------------------- | --------- |
| 1  | 1     | 1986 | Timoria | The precious time (Demo)           | -         |
| 2  | 2     | 1988 | Timoria | Macchine e dollari                 | 4         |
| 3  | 3     | 1990 | Timoria | Colori che esplodono               | 12        |
| 4  | 4     | 1991 | Timoria | Ritmo e dolore                     | 11        |
| 5  | 5     | 1992 | Timoria | Storie per vivere                  | 13        |
| 6  | 6     | 1993 | Timoria | Viaggio senza vento                | 21        |
| 7  | 7     | 1995 | Timoria | 2020 Speedball                     | 17        |
| 8  | 8     | 1997 | Timoria | Eta Beta                           | 14        |
| 9  | 9     | 1998 | Timoria | Senzatempo (Dieci anni)            | s/d       |
| 10 | 10    | 1999 | Timoria | 1999                               | 12        |
| 1  | 11    | 2000 | Solista | Francesco Renga                    | 15        |
| 11 | 12    | 2001 | Timoria | El Topo Grand Hotel                | 19        |
| 2  | 13    | 2001 | Solista | Francesco Renga II Edizione        | s/d       |
| 12 | 14    | 2002 | Timoria | Un Aldo qualunque sul treno magico | 18        |
| 3  | 15    | 2002 | Solista | Tracce                             | 12        |
| 13 | 16    | 2003 | Timoria | Generazione senza vento (Live)     | s/d       |
| 4  | 17    | 2004 | Solista | Camere con vista                   | 13        |
| 14 | 18    | 2007 | Timoria | Ora e per sempre                   | 54 (3 CD) |
| 5  | 19    | 2007 | Solista | Ferro e cartone                    | 11        |
| 6  | 20    | 2009 | Solista | Orchestraevoce                     | 12        |
| 7  | 21    | 2010 | Solista | Un giorno bellissimo               | 12        |

## Premios y reconocimientos
| Año  | Premio                             | Categoría               | Por                            | Resultado |
| ---- | ---------------------------------- | ----------------------- | ------------------------------ | --------- |
| 1991 | Festival de la Canción de San Remo | Premio de la crítica    | Canción 'L'uomo che ride'      | Ganador   |
| 2001 | Festival de la Canción de San Remo | Premio de la crítica    | Canción 'Raccontami'           | Ganador   |
| 2002 | MTV Europe Music Awards 2002       | Mejor artista de Italia | Solista                        | Nominado  |
| 2005 | Festival de la Canción de San Remo | Masculino               | Canción 'Angelo'               | Ganador   |
| 2005 | MTV Europe Music Awards 2005       | Mejor artista de Italia | Solista                        | Nominado  |
| 2010 | Wind Music Awards                  | Cd de platino           | Álbum 'Orchestraevoce'         | Ganador   |
| 2011 | -                                  | Cd de oro               | Canción 'Un giorno bellissimo' | Ganador   |